# Усдибад
Усдибад (лат. Usdibadus, Uzdibaldus, ср.-греч. Όύσδίβαδος; VI век) — сначала гепидский, а затем византийский военачальник, действовавший в 560-х годах.

## Биография
О Усдибаде сообщается в «Истории» Менандра Протектора, а о событиях, в которых он принимал участие — в трудах других авторов (в том числе, в «Хронике» Мария Аваншского, «Хронике» Иоанна Бикларийского, «Истории» Феофилакта Симокатты и «Истории лангобардов» Павла Диакона).
Согласно этим раннесредневековым историческим источникам, Усдибад был знатным гепидом. По предположению историка Иштвана Бона, он мог принадлежать к королевской семье и в 560-х годах быть претендентом на гепидский престол, оспаривая тот у короля Кунимунда. Возможно, что находившиеся под его контролем территории находились вблизи реки Савы.
В 567 году гепиды потерпели поражение в войне с лангобардами и аварами. После этого Гепидское королевство в Паннонии прекратило существование.
Часть гепидов примкнула к лангобардам, а часть отдалась под защиту византийцев, ранее бывших их союзниками в войне. Среди этих перебежчиков наиболее знатными средневековые источники называют Усдибада, племянника короля Кунимунда Рептилу и арианского епископа Тразариха. Вместе с собой Рептила и Тразарих привезли в Константинополь казну королей гепидов.
Усдибад же после гибели Кунимунда овладел гепидской столицей Сирмием. Не надеясь выстоять в войне против аваров, он не позднее начала 568 года заключил договор с византийцами, по которому передавал императору Юстину II власть над Сирмием в обмен на принятие себя и своих людей на военную службу. Поэтому когда весной того года к городу прибыло аварское войско и начало осаду, город защищали не только гепиды Усдибада, но и византийский гарнизон под командованием магистра армии Бона. Состоявшее в основном из всадников аварское войско так и не смогло взять Сирмий, ставший одним из важнейших укреплённых поселений Византии в придунайском регионе.
Позднее аварский каган Баян I несколько раз через своего посла Таргития требовал от Юстина II выдать ему Усдибада на основании того, что все гепиды стали подданными правителя аваров после покорения Гепидского королевства. Однако император не только отказался это сделать, но и наделил Усдибада должностью дукса, а находившихся под его командованием воинов включил в состав византийской армии.
О дальнейшей судьбе Усдибада сведений в источниках не сохранилось.
Возможно, что помощь, оказанная византийцам гепидам, стала одной из причин, приведших лангобардов к вооружённому конфликту с Византийской империей. Уже в 568 году лангобарды во главе с Альбоином начали переселение на Апеннинский полуостров, в короткий срок завоевав значительную часть итальянских владений Византии.